# Phyllospongia lamellosa
Phyllospongia lamellosa är en svampdjursart som först beskrevs av Eugen Johann Christoph Esper 1794.  Phyllospongia lamellosa ingår i släktet Phyllospongia och familjen Thorectidae. Inga underarter finns listade i Catalogue of Life.